# Saint-Pierre (Québec)
Saint-Pierre è un villaggio del Canada, situato nella provincia del Québec, nella regione di Lanaudière.